# 莫內特鎮區 (密蘇里州巴里縣)
莫內特鎮區（英語：Monett Township）是位於美國密蘇里州巴里縣的一個行政鎮區。

## 地方資料
莫內特鎮區的面積為41.87平方千米，皆為陸地。根據2020年美國人口普查的數據，當地共有人口6741人，而人口密度為每平方千米161人。